# Arp'i Lchi Jrambar
Arp'i Lchi Jrambar är en reservoar i Armenien. Den ligger i den nordvästra delen av landet, 120 kilometer nordväst om huvudstaden Jerevan. Arp'i Lchi Jrambar ligger 2 022 meter över havet. Arean är 15,0 kvadratkilometer. Den sträcker sig 6,8 kilometer i nord-sydlig riktning, och 4,6 kilometer i öst-västlig riktning.
Runt Arp'i Lchi Jrambar är det ganska tätbefolkat, med 129 invånare per kvadratkilometer.